# Prozatímní česko-slovenská vláda
Prozatímní česko-slovenská vláda byla prozatímní vláda v období vzniku Československa. Plnila svou funkci mezi 14. říjnem a 14. listopadem 1918.

## Vznik
Počátkem října 1918 odstoupili čeští poslanci říšské rady ze svých funkcí, jelikož bylo zřejmé, že Rakousko-Uhersko již nemůže pokračovat ve válce a celková budoucnost této monarchie hovoří v její rozpad. Poslanci oznámili, že nadále je potřeba jednat s Československou národní radou.
Samotná prozatímní československá vláda byla vyhlášena Edvardem Benešem 14. října 1918 v Paříži. Tajemník Československé národní rady Edvard Beneš prohlásil, že se tato vláda před 18 dny (26. září 1918 po odsouhlasení TGM z Ameriky) ustavila jako prozatímní československá v čele s předsedou Tomášem Garriguem Masarykem.
Vláda působila do 14. listopadu 1918, kdy bylo z Národního výboru Československého vytvořeno Revoluční národní shromáždění a zvolilo T.G. Masaryka prvním prezidentem Republiky Československé. Také předalo výkonnou moc první československé vládě Karla Kramáře, jmenované téhož dne.

## Složení vlády[1]
- předseda vlády (a ministr financí): Tomáš Garrigue Masaryk
- ministr zahraničí a vnitra: Edvard Beneš
- ministr války Milan Rastislav Štefánik